# Neolissochilus heterostomus
Neolissochilus heterostomus är en fiskart som först beskrevs av Chen och Yang, 1999.  Neolissochilus heterostomus ingår i släktet Neolissochilus och familjen karpfiskar. Inga underarter finns listade i Catalogue of Life.